# 铲畸螽属
铲畸螽属（学名：Shoveliteratura）为螽斯科的一个属。

## 下属物种
本属包括以下物种：
- Shoveliteratura pentaloba Lu
- 三角铲畸螽 Shoveliteratura triangula Shi, Bian & Chang, 2011